# Volley Gonzaga Milano
O Volley Gonzaga Milano é um time italiano de voleibol masculino da cidade de Milão. Atualmente disputa o Campeonato Italiano de Voleibol Masculino - Série C.

## História
A equipe nasceu em 1974 como "Volley Gonzaga" da fusão entre diferentes clubes desportivos, incluindo o interno a escola particular "Gonzaga", em seguida, Campione d'Italia juniores, e o CDI Milão, que tinha competido no Série A nos anos cinquenta e sessenta e que, em seguida, tinha transferido a sua sede primeiro a Vigevano e, em seguida, a Pavia. A equipe no início do mais alto da liga na temporada 1976-77, fazendo sua última aparição na mesma em 1995; 1987 a equipa tinha ganho seu primeiro título europeu, a Copa CEV, derrotando na final o Santal Parma.
A próxima temporada, 1987-88, a equipe terminou o torneio na parte inferior da liga. No verão de 1988 foi adquirida pela Fininvest Group, que tinha intenção de criar um grande clube de esportes ("Polisportiva Mediolanum") , juntamente com o A.C. Milan e equipes de hóquei no gelo, basquetebol, futebol e rugby. A equipe voltou para a A1 por causa da renúncia do Voleibol Mantova, mas as metas ambiciosas que a gestão tinha não chegaram, após a vitória do único troféu de prestígio, Challenge Cup de 1993, que foi vencido na final contra o francês AS Cannes, e depois de duas temporadas perdeu na final (1992-1993 e 1993-1994) a Fininvest saiu em 1995. O clube, oprimido por problemas financeiros, vendeu-a para MTA Pádua e direitos à participação na Serie A1, se inscrevendo assim na Série B.
Um novo projeto para trazer de volta para o topo a equipe de Milão foi iniciado em 1998, com a compra da empresa Militante B1, pelo empresário Antonio Caserta, já presidente da Asystel Volley de Novara, que distacou o clube Gonzaga para criar o Volley Miano.
Também em 1998, o instituto lança o "Pallavolo Gonzaga Giovani lidando principalmente no setor juvenil.

## Títulos
Mundial de Clubes
- Campeão: 1990 e 1992

 Copa CEV
- Campeão:  1986-87

 Challenge Cup
- Campeão: 1992-93

## Ligações Externas
- Página Oficial